# Chenārestān-e Vosţá
Chenārestān-e Vosţá (persiska: Chenārestān-e Vasaţ, چنارستان وسطی) är en ort i Iran.   Den ligger i provinsen Kohgiluyeh och Buyer Ahmad, i den centrala delen av landet, 600 km söder om huvudstaden Teheran. Chenārestān-e Vosţá ligger 1 770 meter över havet och antalet invånare är 179.
Terrängen runt Chenārestān-e Vosţá är huvudsakligen kuperad, men den allra närmaste omgivningen är platt. Chenārestān-e Vosţá ligger nere i en dal.Runt Chenārestān-e Vosţá är det ganska glesbefolkat, med 28 invånare per kvadratkilometer. Närmaste större samhälle är Yasuj, 5,3 km nordost om Chenārestān-e Vosţá. Omgivningarna runt Chenārestān-e Vosţá är i huvudsak ett öppet busklandskap.